# Windfall (Indiana)
Windfall City è un comune degli Stati Uniti d'America, situato nello Stato dell'Indiana, nella contea di Tipton.